# Лоренцо, Дмитрий Николаевич
Дмитрий Николаевич Лоренцо (1892, Малоярославецкий уезд, Калужская губерния — 1968, Нижний Тагил, Свердловская область) — инженер, конструктор вагонов. С 1935 по 1959 годы — главный конструктор головного КБ Уралвагонзавода.

## Биография
Родился 4 ноября 1892 года в селе Трехсвятское Малоярославского уезда Калужской губернии в семье священника.
Учился в сельской школе, в духовном училище и семинарии (которую не окончил), в 1913—1921 — на механическом факультете Киевского политехнического института, где получил специальность инженер-механик.
В 1925 году принимал участие в реконструкции вагоностроительного завода «Красный Профинтерн» (город Бежица; ныне — черте Брянска).
С 1931 года работал на Уралвагонзаводе: заместитель главного инженера Уралвагонстроя, начальник экспериментального цеха, с 1935 по 1959 годы — главный конструктор головного КБ вагоностроения. Во время войны — в эвакуации под Барнаулом, затем — в Днепродзержинске.
Под его руководством создано около 20 различных типов вагонов, тележка ЦНИИ-ХЗ-О, роликово-буксовый узел, автоматическое сцепное устройство. В 1940 году освоено унифицированное производство гондол, крытых вагонов, платформ на всех вагоностроительных заводах Советского Союза.
Инициатор применения в вагоностроении низколегированных сталей, периодических профилей проката. Руководил разработкой цельнометаллических вагонов и платформ грузоподъемностью от 60 до 125 тонн, универсального вагона со съемной крышей.
Создатель школы грузового вагоностроения на Среднем Урале.
Владел английским, немецким и французским языками.
7 февраля 1959 года назначен на должность главного консультанта по вагоностроению при главном инженере завода. 1 июня 1962 года ушёл на пенсию, продолжая работать главным консультантом.
Умер 21 июля 1968 года в Нижнем Тагиле, похоронен на кладбище «Пихтовые горы».

### Сочинения
- Лоренцо Д. Н. Уральский вагоностроительный завод. — М.—Свердловск: Машгиз, 1961. — 164 с. с илл. — Библиогр.: с. 162—163.